# Kunapipi
Az ausztrál őslakos mitológiában Kunapipi számos hős anyja, maga is oltalmazó isten.  Földi utazásai közben adott életet az embereknek, valamint a természetben létező fajoknak, az állatoknak és növényeknek. Képes átalakulni a Szivárványkígyó férfi vagy női változatává.
Feltételezhető, hogy Kunapipi kultusza az Északi Területen, a Roper és Rose folyók környékén élő törzsek körében volt jellemző, majd fokozatosan terjedt északkeleti irányban, Arnhem-föld felé, ahol az a női Djanggawul férfi párjaként jelent meg.

## Fordítás
- Ez a szócikk részben vagy egészben  a   Kunapipi című angol Wikipédia-szócikk ezen változatának fordításán alapul.  Az eredeti cikk szerkesztőit annak laptörténete sorolja fel. Ez a jelzés csupán a megfogalmazás eredetét és a szerzői jogokat jelzi, nem szolgál a cikkben szereplő információk forrásmegjelöléseként.